# Cofinimmo
Cofinimmo er et belgisk ejendomsselskab, der er specialiseret i udlejningsejendomme. De har 2.000.000 m² i Belgien, Nederlandene, Frankrig, Tyskland og Spanien. Deres primære investeringer er i ejendomme benyttet af sundhedssektoren.